# Gamma Mensae
Désignations
Gamma Mensae (γ Mensae / γ Men), est une étoile binaire orange de la constellation australe de la Table. Elle est faiblement visible à l'œil nu avec une magnitude apparente visuelle de 5,19. Sur la base d'une parallaxe annuelle de 31,10 mas, elle est à environ ∼ 105 a.l. (∼ 32,2 pc) du Soleil. À cette distance, sa magnitude visuelle est diminuée d'un facteur d'extinction de 0,033 à cause de la poussière interstellaire. Le système montre les propriétés cinématiques de vitesse élevée d'une étoile de population II, mais possède des abondances solaires pour la plupart des éléments.
Gamma Mensae est une probable binaire astrométrique, avec des éléments orbitaux mal connus. Le membre visible, désigné Gamma Mensae A, est une étoile géante évoluée de type spectral K2 III. Âgée d'environ 10,6 milliards d'années, elle a presque la même masse que le Soleil mais a gonflé pour atteindre cinq fois le rayon du Soleil. Elle émet 21 fois la luminosité du Soleil depuis sa photosphère étendue à une température effective de 4 491 K.
Le système de Gamma Mensae possède également un compagnon optique recensé dans les catalogues d'étoiles doubles et multiples. Désignée Gamma Mensae B, cette étoile de douzième magnitude était située, en date de 2000, à une distance angulaire de 49,6 secondes d'arc et à un angle de position de 144° de Gamma Mensae A. Elle est distante d'environ 214 pc (∼698 al) de la Terre.